# Ptilotus fusiformis
Ptilotus fusiformis är en amarantväxtart som först beskrevs av Robert Brown, och fick sitt nu gällande namn av Jean Louis Marie Poiret. Ptilotus fusiformis ingår i släktet Ptilotus och familjen amarantväxter. Inga underarter finns listade i Catalogue of Life.